# Werkzeugbau des Jahres

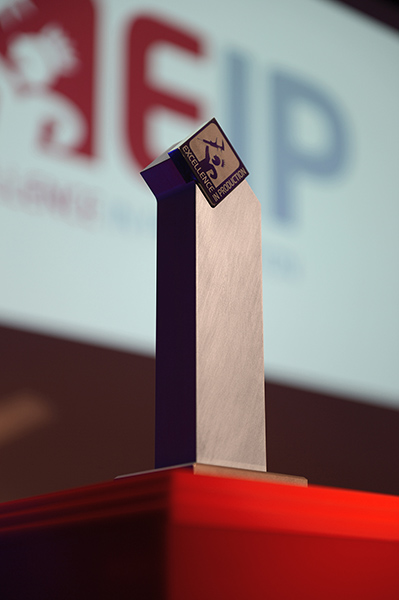
Preis Werkzeugbau des Jahres

Werkzeugbau des Jahres ist eine seit 2004 jährlich verliehene Auszeichnung im Bereich Werkzeugbau, die federführend vom Werkzeugmaschinenlabor WZL der RWTH Aachen und dem Fraunhofer-Institut für Produktionstechnologie (IPT) in Kooperation mit mehreren Partnern im Rahmen des Wettbewerbs Excellence in Production (EIP) verliehen wird. Anlässlich des zehnjährigen Jubiläums 2014 erhielt der Preis ein neues Design. Teilnahmeberechtigt sind Werkzeugbaubetriebe aller Bereiche aus dem gesamten deutschsprachigen Raum.

## Ablauf des Wettbewerbs
Über mehrere Auswahlrunden werden zunächst Finalisten gekürt, die den vier Kategorien Interner Werkzeugbau unter 50 Mitarbeiter, Interner Werkzeugbau über 50 Mitarbeiter sowie Externer Werkzeugbau unter 50 Mitarbeiter und Externer Werkzeugbau über 50 Mitarbeiter zugeordnet sind. Intern oder extern beschreibt hierbei den Marktzugang der Betriebe, das heißt, ob primär Umsatz im eigenen Konzern oder mit externen Kunden erwirtschaftet wird.
Je Kategorie wird aus dem Kreis der Finalisten ein Kategorie-Sieger ermittelt und aus diesen wiederum der Gesamtsieger. Um teilnehmen zu können, müssen Unternehmen sich einer Online-Befragung und anschließend einem Vor-Ort-Audit unterziehen. Eine abschließende Gesamtbewertung erfolgt durch eine mit Fachexperten aus Hochschulen, Wirtschaft und Politik besetzte Jury.
Die Preisverleihung findet jeweils im Herbst im historischen Krönungssaal des Aachener Rathauses statt. Am Folgetag der Preisverleihung wird traditionell das ebenfalls von Fraunhofer IPT und WZL der RWTH Aachen ausgerichtete internationale Kolloquium Werkzeugbau mit Zukunft durchgeführt. Im Jahr 2020 wird die Verleihung aufgrund der Coronalage in einem digitalen Format vorgenommen und über Internet übertragen. Auch das Internationale Kolloquium kann nicht vor Ort stattfinden – stattdessen bekommt es unter dem Titel "Digitaler Werkzeugbautag" ebenfalls ein virtuelles Format und wird im World Wide Web ausgerichtet.

## Preisträger Excellence in Production
| Preisträger | Werkzeugbau des Jahres                      | Interner Werkzeugbau unter 50 Mitarbeiter | Interner Werkzeugbau über 50 Mitarbeiter | Externer Werkzeugbau unter 50 Mitarbeiter | Externer Werkzeugbau über 50 Mitarbeiter |
| ----------- | ------------------------------------------- | --- | --- | --- | --- |
| 2019        | Fritz Stepper GmbH & Co. KG, Pforzheim      | Sieger: Hilti AG, Schaan Finalisten: - Ensinger GmbH, Cham - Schürholz GmbH & Co. KG Stanztechnik, Plettenberg                                         | Sieger: ZF Friedrichshafen AG, Schweinfurt Finalisten: - Kirchhoff Automotive Deutschland GmbH, Attendorn - DRÄXLMAIER Group, Vilsbiburg - Hirschvogel Umformtechnik GmbH, Denklingen                            | Sieger: W. Faßnacht Werkzeug- und Formenbau, Bobingen Finalisten: - OPUS Formenbau GmbH & Co. KG, Schönau (Odenwald) | Sieger: Fritz Stepper GmbH & Co. KG, Pforzheim Finalisten: - Color Metal GmbH, Heitersheim - Fischer GmbH, Geringswalde                                                                                            |
| 2018        | Phoenix Contact GmbH & Co. KG, Blomberg     | Sieger: HARTING Applied Technologies GmbH, Espelkamp Finalisten: - Ensinger GmbH, Cham - A. G. Hilti, Schaan                                           | Sieger: Phoenix Contact GmbH & Co. KG, Blomberg Finalisten: - M. P. S. Gerresheimer, TCC, Wackersdorf - A. G. Oechsler, Ansbach - TE Connectivity Germany GmbH, Dinkelsbühl - Welser Profile GmbH, Bönen/Ybbsitz | Sieger: Schülken Form GmbH, Waltershausen Finalisten: - BBG GmbH & Co KG, Mindelheim - Hanns Engl Werkzeugbau O.H.G., Bozen                                                                                                | Sieger: Christian Karl Siebenwurst GmbH & Co. KG, Dietfurt a. d. Altmühl Finalisten: - WEBO Werkzeugbau Oberschwaben GmbH, Amtzell - Wolpert Modell- und Formenbau GmbH, Bretzfeld                                 |
| 2017        | Festo Polymer GmbH, St. Ingbert             | Sieger: Festo Polymer GmbH, St. Ingbert Finalisten: - FWB Kunststofftechnik GmbH, Pirmasens                                                            | Sieger: Takata AG, Aschaffenburg Finalisten: - Gealan Fenster-Systeme, Oberkotzau - SONA AutoComp Germany GmbH, Remscheid - TE Connectivity Germany GmbH, Wört/Dinkelsbühl                                       | Sieger: W. Faßnacht Werkzeugbau, Bobingen Finalisten: - Hanns Engl Werkzeugbau O.H.G., Bozen - LOTEC Loh GmbH & Co. KG, Arnsberg - WEFA Inotec GmbH, Singen                                                                | Sieger: Haidlmair Werkzeugbau GmbH, Nussbach Finalisten: - Summerer Technologies GmbH & Co. KG, Schechen - weba Werkzeugbau Betriebs GmbH, Steyr - Werkzeugbau Siegfried Hofmann GmbH, Lichtenfels                 |
| 2016        | Phoenix Contact GmbH & Co. KG, Blomberg     | Sieger: Harting Applied Technologies GmbH, Espelkamp Finalisten: - Festo-Polymer GmbH, St. Ingbert                                                     | Sieger: Phoenix Contact GmbH & Co. KG, Blomberg Finalisten: - Hirschvogel Automotive Group, Denklingen - ZF Friedrichshafen AG, Schweinfurt                                                                      | Sieger: Schülken Form GmbH, Waltershausen Finalisten: - Formenbau Kellermann GmbH, Postbauer-Heng - LOTEC Loh GmbH & Co. KG, Arnsberg - Wunder Formenbau GmbH, Steinwiesen                                                 | Sieger: WEBO Werkzeugbau Oberschwaben GmbH, Amtzell Finalisten: - Fischer GmbH, Geringswalde - Giebeler GmbH, Eschenburg                                                                                           |
| 2015        | Audi AG (Sparte Werkzeugbau), Ingolstadt    | Sieger: Kirchhoff Automotive Deutschland GmbH, Attendorn Finalisten: - Festo-Polymer GmbH, St. Ingbert - A. G. Hilti, Schaan - Huf Tools GmbH, Velbert | Sieger: Audi AG (Sparte Werkzeugbau), Ingolstadt Finalisten: - Phoenix Contact GmbH & Co. KG, Blomberg - ZF Friedrichshafen AG, Schweinfurt                                                                      | Sieger: Wiro Präzisions-Werkzeugbau GmbH & Co. KG, Olpe Finalisten: - Croner Präzisionsformenbau GmbH, Sachsen b. Ansbach - Hanns Engl Werkzeugbau O.H.G., Bozen - Wesko GmbH, Stollberg/Erzgeb.                           | Sieger: Meissner AG, Biedenkopf-Wallau Finalist: Fischer GmbH, Geringswalde |
| 2014        | Gerresheimer Regensburg GmbH, Wackersdorf   | Sieger: Harting Applied Technologies GmbH, Espelkamp Finalist: CeramTex GmbH, Lohmar                                                                   | Sieger: Gerresheimer Regensburg GmbH, Wackersdorf Finalisten: - Phoenix Contact GmbH & Co. KG, Blomberg - Volkswagen AG Werkzeugbau Fahrzeuge, Wolfsburg                                                         | Sieger: OPUS Formenbau GmbH, Heiligkreuzsteinach Finalist: Formenbau Glittenberg GmbH, Frankenberg | Sieger: Schneider Form GmbH, Dettingen unter Teck Finalisten: - Heinz Schwarz GmbH & Co. Kg, Preußisch Oldendorf - A. G. Meissner, Biedenkopf - Werkzeugbau Ruhla GmbH, Seebach                                    |
| 2013        | WEBO Werkzeugbau Oberschwaben GmbH, Amtzell | Sieger: Kirchhoff Automotive Deutschland GmbH, Attendorn Finalist: Kunststoff Helmbrechts AG, Helmbrechts                                              | Sieger: GEDIA Gebrüder Dingerkus GmbH, Attendorn Finalist: Gerresheimer Werkzeugbau Wackersdorf GmbH, Wackersdorf                                                                                                | Sieger: WEBO Werkzeugbau Oberschwaben GmbH, Amtzell Finalisten: - Formenbau Glittenberg GmbH, Frankenberg - OPUS Formenbau GmbH, Heiligkreuzsteinach - Werkzeugbau Ruhla GmbH, Seebach                                     | Sieger: Hofmann Innovation Group GmbH, Lichtenfels Finalist: Haidlmair Werkzeugbau GmbH, Nußbach |
| 2012        | ZF Friedrichshafen AG, Standort Schweinfurt | Sieger: Gigaset Communications GmbH, Bocholt Finalisten: - Huf Tools GmbH, Velbert - Kirchhoff Automotive Deutschland GmbH, Attendorn                  | Sieger: ZF Friedrichshafen AG, Standort Schweinfurt Finalisten: - Dräxlmaier Group, Vilsbiburg - Johnson Controls, Werk Rockenhausen - A. G. Volkswagen, Werkzeugbau Marke Volkswagen, Wolfsburg                 | Sieger: Wolfgang Faßnacht Werkzeug- und Formenbau, Bobingen Finalisten: - Croner Präzisionsformenbau GmbH, Sachsen bei Ansbach - Formenbau Glittenberg GmbH, Frankenberg - Wiro Präzisions-Werkzeugbau GmbH & Co. KG, Olpe | Sieger: Christian Karl Siebenwurst Modell- und Formenbau GmbH & Co. KG, Dietfurt an der Altmühl Finalisten: - Pockauer Werkzeugbau Oertel GmbH, Lengefeld - Schweiger GmbH & Co. KG Werkzeug und Formenbau, Uffing |

Bis 2012 wurden Auszeichnungen in den Kategorien Interner Werkzeugbau unter 100 Mitarbeiter, Interner Werkzeugbau über 100 Mitarbeiter sowie Externer Werkzeugbau unter 100 Mitarbeiter und Externer Werkzeugbau über 100 Mitarbeiter verliehen.
| Preisträger | Werkzeugbau des Jahres                                                                         | Interner Werkzeugbau unter 100 Mitarbeiter | Interner Werkzeugbau über 100 Mitarbeiter | Externer Werkzeugbau unter 100 Mitarbeiter | Externer Werkzeugbau über 100 Mitarbeiter |
| ----------- | ---------------------------------------------------------------------------------------------- | --- | --- | --- | --- |
| 2011        | Audi AG, Sparte Werkzeugbau, Ingolstadt                                                        | Sieger: Gerresheimer Wilden Werkzeug- und Automatisierungstechnik GmbH, Wackersdorf Finalist: Keiper GmbH & Co. KG, Rockenhausen                                                                                           | Sieger: Audi AG, Sparte Werkzeugbau, Ingolstadt Finalist: ZF Sachs AG Werkzeugbau, Schweinfurt                                                   | Sieger: OPUS Formenbau GmbH, Heiligkreuzsteinach Finalisten: - PWO Werkzeugbau Oertel GmbH, Lengefeld - Werkzeugbau Ruhla GmbH, Seebach             | nicht vergeben |
| 2010        | Hirschvogel Automotive Group, Denklingen                                                       | Sieger: GEDIA Gebrüder Dingerkus GmbH, Attendorn Finalist: Hilti AG, Schaan | Sieger: Hirschvogel Automotive Group, Denklingen Finalist: Volkswagen AG, Fahrzeuge, Wolfsburg                                                   | Sieger: Wolfgang Faßnacht Werkzeug- und Formenbau, Bobingen Finalist: Wiro Präzisions Werkzeugbau GmbH & Co. KG, Olpe                               | Sieger: Roth Werkzeugbau GmbH, Wiebelsdorf Finalist: Krämer + Grebe GmbH & Co. KG, Biedenkopf |
| 2009        | Summerer Technologies GmbH & Co. KG, Schechen                                                  | Sieger: Gerresheimer Wilden Werkzeug- und Automatisierungstechnik GmbH, Wackersdorf Finalisten: - GEDIA Gebrüder Dingerkus GmbH, Attendorn - GKN Driveline Trier GmbH, Trier - Maschinenfabrik Reinhausen GmbH, Regensburg | nicht vergeben | Sieger: Summerer Technologies GmbH & Co. KG, Schechen Finalist: Wolfgang Faßnacht Werkzeug- und Formenbau, Bobingen                                 | Sieger: Christian Karl Siebenwurst Modell- und Formenbau GmbH & Co. KG, Dietfurt an der Altmühl Finalisten: - Werkzeugbau Siegfried Hofmann GmbH, Lichtenfels - Robert Hofmann Modellbau GmbH, Lichtenfels |
| 2008        | Wiro Präzisions-Werkzeugbau GmbH & Co. KG, Olpe                                                | Sieger: Hilti AG, Schaan Finalist: GKN Driveline Trier GmbH, Trier | Sieger: Audi AG, Sparte Werkzeugbau, Ingolstadt Finalisten: - Progress-Werk Oberkirch AG, Oberkirch - ZF Sachs AG Werkzeugbau, Schweinfurt       | Sieger: Wiro Präzisions-Werkzeugbau GmbH & Co. KG, Olpe Finalist: Summerer Technologies GmbH & Co. KG, Schechen                                     | Sieger: Z-Werkzeugbau GmbH, Dornbirn Finalist: Christian Karl Siebenwurst Modell- und Formenbau GmbH & Co. KG, Dietfurt an der Altmühl                                                                     |
| 2007        | Wolfgang Faßnacht Werkzeug- und Formenbau, Bobingen                                            | Sieger: GEDIA Gebrüder Dingerkus GmbH, Attendorn Finalist: Aesculap AG & Co. KG, Tuttlingen | Sieger: ThyssenKrupp Presta AG, Oberegg Finalist: Wilhelm Karmann GmbH, Osnabrück                                                                | Sieger: Wolfgang Faßnacht Werkzeug- und Formenbau, Bobingen Finalist: wgb – Werkzeug- und Gerätebau Klingenthal GmbH, Klingenthal                   | Sieger: Braunform GmbH, Bahlingen am Kaiserstuhl Finalist: Werkzeugbau Siegfried Hofmann GmbH, Lichtenfels                                                                                                 |
| 2006        | - A. G. Audi, Sparte Werkzeugbau, Ingolstadt - Wiro Präzisions-Werkzeugbau GmbH & Co. KG, Olpe | Sieger: Siemens SHC, Bocholt Finalist: Weber Kunststofftechnik, Dillenburg | Sieger: Audi AG, Sparte Werkzeugbau, Ingolstadt Finalisten: - Weidmüller Interface GmbH & Co. KG, Detmold - ZF Sachs AG Werkzeugbau, Schweinfurt | Sieger: Wiro Präzisions-Werkzeugbau GmbH & Co. KG, Olpe Finalisten: - Hans-Hermann Bosch GmbH, Mühlhausen im Täle - K+M Formenbau GmbH, Lüdenscheid | Sieger: Haidlmair Ges.m.b.H., Nußbach Finalist: |
| 2005        | Werkzeugbau Siegfried Hofmann GmbH, Lichtenfels                                                | Sieger: Technoform Extrusion Tooling, Fuldabrück Finalisten: - Philips DAP, Klagenfurt - A. G. Siemens, Bocholt | Sieger: Hirschvogel Umformtechnik GmbH, Denklingen Finalisten: - Balda AG, Sparte Werkzeugbau, Bad Oeynhausen - ThyssenKrupp Presta AG, Oberegg  | Sieger: Wolfgang Faßnacht Werkzeug- und Formenbau, Bobingen Finalisten: - A-Form AG, Mildenau - SWA s.r.o., Stod                                    | Sieger: Werkzeugbau Siegfried Hofmann GmbH, Lichtenfels Finalisten: - Marbach Werkzeugbau GmbH, Heilbronn - Finalist: Röhrich Werkzeugtechnik GmbH, Leipzig                                                |
| 2004        | Audi AG, Sparte Werkzeugbau, Ingolstadt                                                        | Sieger: Honsel, Nuttlar Finalist: Siemens ICM, Bocholt | Sieger: Audi AG, Sparte Werkzeugbau, Ingolstadt Finalist: ZF Sachs AG Werkzeugbau, Schweinfurt                                                   | Sieger: Modell Technik GmbH & Co. Formenbau KG, Sömmerda Finalist: Wolfgang Faßnacht Werkzeug- und Formenbau, Bobingen                              | Sieger: Schneider Form GmbH, Dettingen unter Teck Finalist: RKT Rodinger Kunststoff-Technik GmbH, Roding                                                                                                   |

## EIP-Partner
- Böhler-Uddeholm Deutschland GmbH
- FORM + Werkzeug
- Hasco Hasenclever GmbH & Co. KG
- VDI nachrichten
- Verein Deutscher Ingenieure
- Verband Deutscher Maschinen- und Anlagenbau
- Aachener Werkzeugbau Akademie (WBA)
- Werkzeug & Formenbau[26]